# Le Touvet
Le Touvet ist eine französische Gemeinde mit 3.115 Einwohnern (Stand: 1. Januar 2022) im Département Isère in der Region Auvergne-Rhône-Alpes; sie gehört zum Arrondissement Grenoble im Kanton Haut-Grésivaudan. Die Einwohner heißen Touvétains.

## Geografie
Le Touvet liegt westlich der Isère in der Landschaft Grésivaudan und zugleich im Weinbaugebiet Savoie. Umgeben wird Le Touvet von den Nachbargemeinden Sainte-Marie-du-Mont im Norden und Nordwesten, Saint-Vincent-de-Mercuze im Norden und Nordosten, Goncelin im Osten, La Terrasse im Süden sowie Saint-Bernard im Westen und Südwesten.
Durchquert wird die Gemeinde von der Autoroute A41 und der früheren Route nationale 90 (heutige D1090).

## Bevölkerungsentwicklung
| Jahr                       | 1962 | 1968 | 1975 | 1982 | 1990 | 1999 | 2006 | 2017 |
| -------------------------- | ---- | ---- | ---- | ---- | ---- | ---- | ---- | ---- |
| Einwohner                  | 1115 | 1278 | 1562 | 1857 | 2229 | 2824 | 2979 | 3229 |
| Quellen: Cassini und INSEE |      |      |      |      |      |      |      |      |

## Sehenswürdigkeiten
- Kirche von Le Touvet, 1885 erbaut
- Schloss Le Touvet, bereits im 13. Jahrhundert als Burganlage erbaut, Umbauten bis in das 18. Jahrhundert, Monument historique seit 1959/1964, Parkanlage seit 2004
- Burganlagen La Frette und La Bayette

|  |

## Persönlichkeiten
- François de Beaumont (1512/13–1587), Heerführer der Protestanten im Religionskrieg
- Henri Didon (1840–1900), Dominikaner und Pädagoge
- Michel Fuzellier (* 1944), Cartoonist
- Luce Douady (2003–2020), Sportkletterin

## Gemeindepartnerschaft
Mit der kroatischen Gemeinde Novska in der Gespanschaft Sisak-Moslavina besteht seit 2012 eine Partnerschaft.